# Trevignano Romano
Trevignano Romano ist eine italienische Gemeinde (comune) mit 5807 Einwohnern (Stand 31. Dezember 2023) in der Metropolitanstadt Rom, Region Latium.

## Geografie
Trevignano Romano liegt etwa 40 km nördlich der italienischen Hauptstadt am Nordufer des Braccianosee, der zusammen mit einer Reihe anderer Seen – Vicosee, Bolsenasee, Seen der Albaner Berge – zu einer Seenplatte vulkanischen Ursprungs nördlich sowie südlich von Rom gehört; diese geschichtsträchtige Landschaft heißt auch Campagna Romana.
Vor etwa 20 Millionen Jahren war dieses Gebiet eine teils sumpfige, teils sandige Ebene, die häufig vom Meer überschwemmt war. Vor 4 Millionen Jahren wurde die Region durch eine Reihe von Vulkanausbrüchen erschüttert, die die Bildung der Hügelketten Monti della Tolfa und Monti Ceriti zur Folge hatten. Eine zweite Serie von Ausbrüchen vor etwa 1.000.000 und 500.000 Jahren verlieh der Landschaft ihr heutiges Aussehen. Beim Auswurf des Magmas entstanden kreisrunde Vertiefungen, die sich in der Folgezeit mit Wasser füllten.

## Geschichte
Archäologischen Fundstücken zufolge war das Nordufer des Lago di Bracciano bereits etruskisch besiedelt; möglicherweise befand sich hier die nicht mehr exakt lokalisierbare antike Siedlung Sabate, die etymologisch in der Bezeichnung der Sabatiner Berge (Monti Sabatini), die den Braccianosee umschließen, noch erhalten ist. Im Umkreis von 3 km sowohl westlich als auch östlich des heutigen Trevignano Romano befinden sich einige Nekropolen.
Mit der Eroberung der Zwölfstädtebund-Stadt Veji im Jahre 387 v. Chr. wurde der Lago di Bracciano römisch. Die Gegend war mutmaßlich die Heimat der genealogisch bis auf 447 v. Chr. zurückverfolgbaren Plebejer-Familie Gens Trebonia; der heutige Ortsname erklärt sich aus dieser Etymologie.
Im Mittelalter, als das Territorium zum Kirchenstaat gehörte, entwickelte sich eine typische Feudalherrschaft: Das kleine Dorf, das am See entstanden war, wurde von der römischen Adelsfamilie Orsini kontrolliert, die das päpstliche Kastell auf dem Hügel bewohnten und sich später in Machtkämpfe mit anderen Adelsfamilien verstrickten. Ende des 15. Jh. versuchte die päpstliche Zentralmacht, die Feudalherrschaft zu brechen; im Auftrag des Borgia-Papstes Alexander VI. wurde 1496 das Kastell durch Giovanni Borgia (Bruder des Cesare Borgia) zerstört. Alexander VI. gelang es somit, das Trevignano und das Nordufer des Sees unter seine Kontrolle zu bringen; allerdings konnte er die wichtigste Orsini-Festung am Südwestufer in Bracciano nicht einnehmen.
Seit 1870 gehört der Lago di Bracciano wie der gesamte Kirchenstaat zum italienischen Nationalstaat.
Das heutige Trevignano Romano dient den Römern als Naherholungsgebiet am Wochenende und auch auswärtigen Gästen als Standort für längere Ferien.

## Stadtbild und Sehenswürdigkeiten

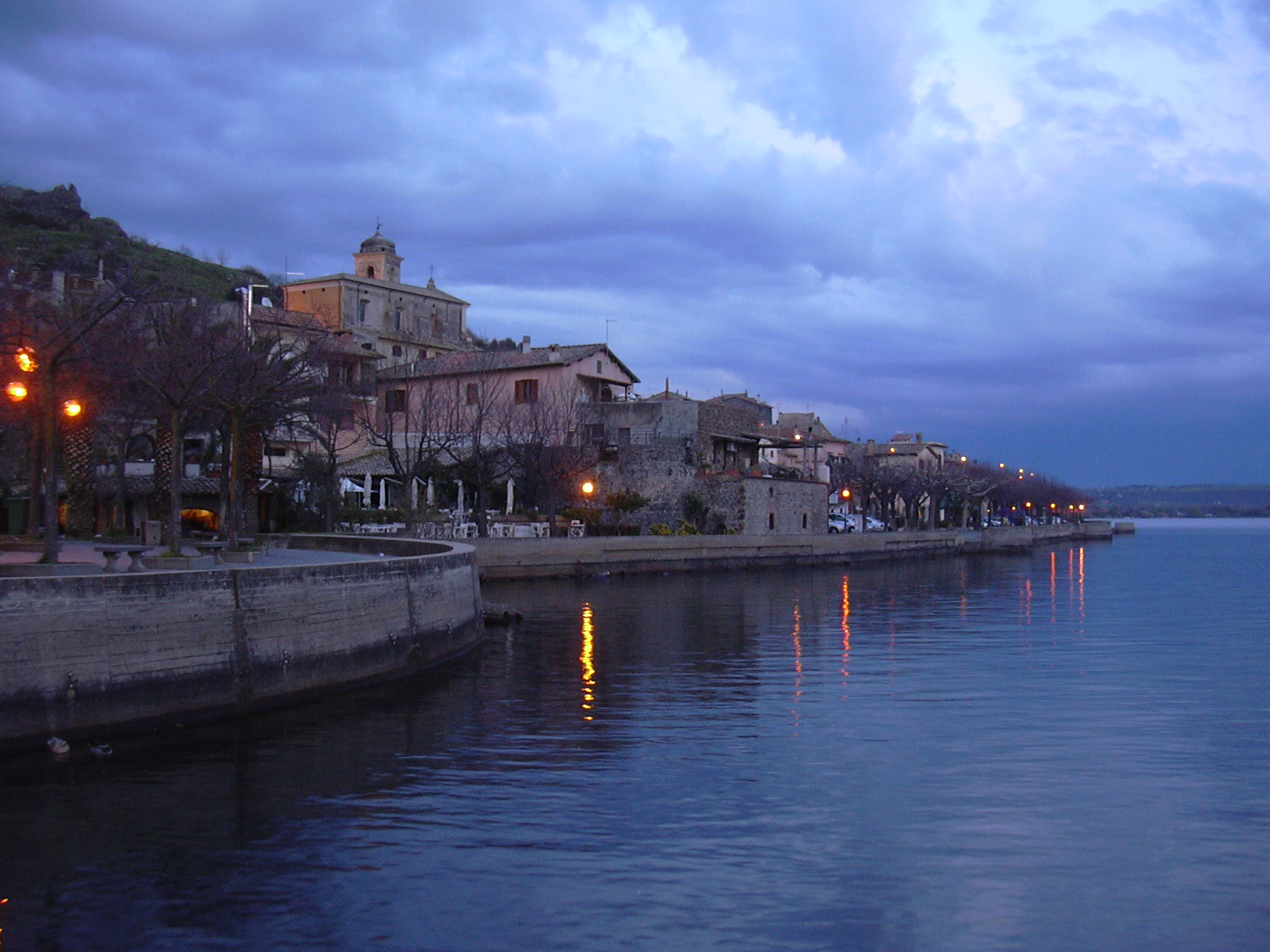
Uferpromenade am Abend mit Kirche Mariä Himmelfahrt und Kastellhügel

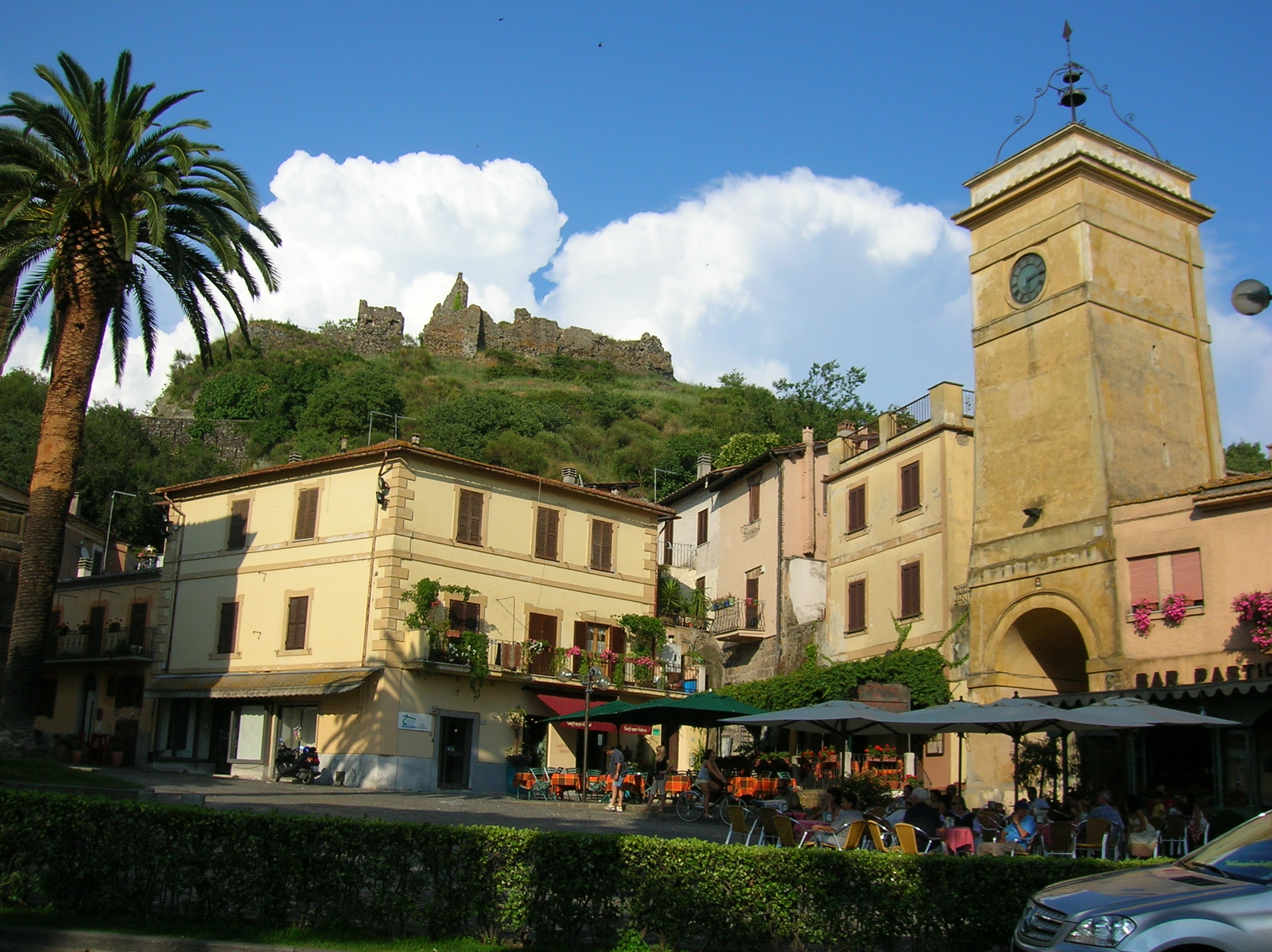
Stadttor und Ruine des Castells auf dem Hügel

Trevignano Romano ist eine freizeitorientierte Gemeinde am See mit palmenbestandener, verkehrsberuhigter Uferpromenade (Lungolago) mit Cafés und Restaurants, einem kleinen mittelalterlichen Stadtkern und wenigen Straßenzügen für den Durchgangsverkehr (Via Garibaldi, Via Mosca, Via Sutri).
- Das Ortsbild wird überragt von den Ruinen des Kastells, erbaut im 13. Jahrhundert im Auftrag von Papst Innozenz III. und bis zu seiner Erstürmung durch die Truppen Alexander VI. (1497) von den Orsini bewohnt. Zwei Mauergürtel, die bis zum See reichten, verteidigten einst die Burg; im Norden trennte ein Halsgraben das Kastell von den sich landeinwärts erstreckenden Hochebenen; der See bildete die natürliche Verteidigungslinie nach Süden. Die zerstörte Burg war über Jahrhunderte sich selbst überlassen und verfiel bis auf wenige Relikte. Erst um die Jahrtausendwende wurde die Ruine durch einen Weg wieder zugänglich gemacht. Die weite Aussicht über die Dächer Trevignanos hinweg auf den See machen den Aufstieg heute für Touristen attraktiv.

- Die Kirche Mariä Himmelfahrt oberhalb des historischen Ortskerns wurde um 1500 auf den Relikten eines antiken Vorgängerbaus im gotischen Stil errichtet, jedoch durch den Architekten Perlucci in den Jahren 1780 bis 1794 barock erneuert. Der Campanile ist ein ehemaliger Turm des Kastells und beherbergte einst vier Glocken, von denen heute nur noch zwei verblieben sind, eine davon komplett restauriert. In der Apsis befinden sich Renaissance-Fresken aus dem Marienleben (Marientod, Himmelfahrt), die der Raffael-Schule zuzuordnen sind (Pellegrino da Modena zugeschrieben, datiert 1517).

- Das Städtische Museum im Erdgeschoss des Rathauses enthält ca. 350 Fundstücke aus den lokalen Etruskergräbern (7. und 6. Jh.v. Chr.), beispielsweise Bronzegefäße, Fibeln und Goldschmuck. In den Gräbern der Familien Annesi-Piacentini und Flabelli, die Archäologen 1965 entdeckt hatten, wurden ein reich geschmückter Fächer und zwei große Amphoren mit Dekor in griechischem Stil gefunden. Weitere etruskische Fundstücke – Waffen und Reste eines Wagens – stammen aus dem Grab eines Kriegers des 8. vorchristlichen Jahrhunderts.

## Bevölkerung
| 1871 | 1901 | 1921 | 1951 | 1971 | 1991 | 2001 | 2011 | 2021 |
| ---- | ---- | ---- | ---- | ---- | ---- | ---- | ---- | ---- |
| 589  | 1025 | 1283 | 1819 | 2381 | 3443 | 4583 | 5274 | 5832 |

Quelle: ISTAT

## Wirtschaft
Haupteinnahmequelle ist im 21. Jahrhundert regionaler wie auch überregionaler und internationaler Fremdenverkehr, jedoch kein organisierter Pauschaltourismus. Trevignano Romano verfügt über eine Reihe von Hotels, Frühstückspensionen, Ferienwohnungen, Campingplätzen und Agrotourismus-Fazilitäten.

Zum Wochenende stark frequentiert sind die auf römische Familien ausgerichteten Ausflugsrestaurants, die Fischspezialitäten aus dem See (vorwiegend Barsch und Coregonus) im Angebot haben.
2004 wurde Trevignano Romano vom Touring Club Italiano mit der orangefarbenen Fahne Bandiera Arancione für umweltgerechten Tourismus ausgezeichnet.
Im Zuge des Tourismus florieren begleitende Dienstleistungsbetriebe wie Immobilienvermittlung, Bekleidung, Lebensmittelläden, Friseure, Sportvereine, Autoreparaturwerkstätten.

## Umgebung: Natur und Sport
Die Wasserqualität des Sees gilt als ausgezeichnet. Schifffahrt und Motorboote sind untersagt; als Wassersportmöglichkeiten verbleiben Segeln, Kahnfahren und Windsurfing.
Trevignano Romano liegt innerhalb des Parco Naturale Regionale di Bracciano-Martignano, einem Naturreservat zwischen den Provinzen Viterbo und Rom mit zahlreichen Wanderwegen.
Der Sentiero Malpasso erschließt auf 8 km die Macchia zwischen Trevignano Romano und Monterosi mit einer Reihe von Aussichtspunkten auf den See.
Der spieltechnisch anspruchsvolle 18-Loch-Golfplatz Le Querce (benannt nach den Eichenwäldern im Naturreservat, selbst jedoch gänzlich ohne Eichen) – wird von meistenteils römischen Clubmitgliedern sowie Feriengästen frequentiert und ist zugleich Ausbildungsstätte für Profi-Golfer und Golflehrer. Die Anlage mit Unterkunft und Gastronomie befindet sich ca. 15 km nördlich von Trevignano Romano nahe der Via Cassia.

## Persönlichkeiten
- Tommaso Silvestri (1744–1789), Priester und Pädagoge